# تپه ذولفقاری
تپه ذولفقاری مربوط به دوره تاریخی است و در شهرستان درگز، ۲۵۰ متری جنوب‌غربی روستای حق وردی واقع شده و این اثر در تاریخ ۲۴ اسفند ۱۳۸۴ با شمارهٔ ثبت ۱۵۲۳۷ به‌عنوان یکی از آثار ملی ایران به ثبت رسیده‌است.